# 大氣窗

地球大气对各种波长的电磁辐射（包括可见光）的不透明度的概图。

地球的大氣層對太陽短波輻射而言是透明的，但是它卻吸收地球的長波輻射。大氣中的水汽主要吸收5.3-7.7微米和20微米以上的長波輻射；臭氧吸收9.4-9.8微米的長波輻射；二氧化碳吸收13.1-16.9微米的長波輻射；雲會吸收所有波段的長波輻射。地球的長波輻射大約有9％會直接返回太空中，直接回到太空中的輻射波段在8-13微米之間，因此科學家稱這段長波輻射波段為「大氣窗」，而其他的長波輻射幾乎都會被大氣層吸收。大氣吸收了長波輻射後，有部分會再向太空輻射出去，有部分又再向地球輻射回來。
- 在行星科学中，大气对可见光是透明的，这表示阳光主要穿过大气并被地面吸收（参见瑞利散射）。然后地面变暖并从下面加热大气。太阳的能量通过红外窗口逃逸回太空。大气對大多數的波長不透明，但对某些波长是透明的，這些波段被称为“大氣窗”。